# Culicula pachycera
Culicula pachycera är en fjärilsart som beskrevs av George Francis Hampson 1910. Culicula pachycera ingår i släktet Culicula och familjen nattflyn. Inga underarter finns listade i Catalogue of Life.